# Толшменське сільське поселення
То́лшменське сільське поселення (рос. Толшменское сельское поселение) — сільське поселення у складі Тотемського району Вологодської області Росії.
Адміністративний центр — село Нікольське.

## Населення
Населення сільського поселення становить 1350 осіб (2019; 1791 у 2010, 2552 у 2002).

## Історія
2001 року ліквідовано присілок Подол Верхньотолшменської сільради.
Станом на 2002 рік існували Верхньотолшменська сільська рада (село Успеньє, присілки Боярське, Ваулово, Великий Двор, Голебатово, Дор, Єрмолиця, Лом, Лучкино, Нефедьєво, Поповська, Предтеча, Село, Синяково, Фролово, Юреніно, селище Первомайський), Маниловська сільська рада (село Красне, присілки Бор, Зайцево, Засіка, Манилово, Маниловський Погост, Слобода, Соколово, Черепаніха) та Нікольська сільська рада (село Нікольське, присілки Аникин Починок, Воротішна, Галкино, Камешкур'є, Климоське, Кузнечиха, Левино, Лобаново, Пузовка, Родоново, Сафоніха, Синицино, Суровцово, Терентьєвська, Тризново, Фатьянка, Філіно, Френіха, Хреново, Шульгино), селища Кариця та Грем'ячий перебували у складі Ідської сільської ради Грязовецького району. Пізніше присілок Черепаніха увійшов до складу Погоріловського сільського поселення.
2004 року усі сільради перетворено в Толшменське сільське поселення. 2020 року були ліквідовані присілки Засіка, Лом, Синицино.

## Склад
До складу сільського поселення входять:
| Населений пункт               | Населення, осіб (2002) | Населення, осіб (2010) |
| ----------------------------- | ---------------------- | ---------------------- |
| Аникин Починок, присілок      | 34                     | 16                     |
| Бор, присілок                 | 266                    | 210                    |
| Боярське, присілок            | 2                      | 0                      |
| Ваулово, присілок             | 21                     | 8                      |
| Великий Двор, присілок        | 2                      | 0                      |
| Воротішна, присілок           | 23                     | 10                     |
| Галкино, присілок             | 0                      | 0                      |
| Голебатово, присілок          | 12                     | 98                     |
| Грем'ячий, селище             | 481                    | 299                    |
| Дор, присілок                 | 4                      | 0                      |
| Єрмолиця, присілок            | 14                     | 9                      |
| Зайцево, присілок             | 0                      | 0                      |
| Засіка, присілок              | 0                      | 0                      |
| Камешкур'є, присілок          | 16                     | 10                     |
| Кариця, селище                | 475                    | 271                    |
| Климовське, присілок          | 0                      | 0                      |
| Красне, село                  | 51                     | 28                     |
| Кузнечиха, присілок           | 0                      | 0                      |
| Левіно, присілок              | 0                      | 0                      |
| Лобаново, присілок            | 0                      | 0                      |
| Лом, присілок                 | 0                      | 0                      |
| Лучкино, присілок             | 3                      | 0                      |
| Манилово, присілок            | 49                     | 38                     |
| Маниловський Погост, присілок | 43                     | 33                     |
| Нефедьєво, присілок           | 2                      | 0                      |
| Нікольське, село              | 511                    | 421                    |
| Первомайський, селище         | 101                    | 58                     |
| Поповська, присілок           | 6                      | 4                      |
| Предтеча, присілок            | 0                      | 2                      |
| Пузовка, присілок             | 15                     | 6                      |
| Родіоново, присілок           | 0                      | 0                      |
| Сафоніха, присілок            | 0                      | 0                      |
| Село, присілок                | 9                      | 5                      |
| Синицино, присілок            | 0                      | 0                      |
| Синяково, присілок            | 4                      | 0                      |
| Слобода, присілок             | 25                     | 8                      |
| Соколово, присілок            | 21                     | 10                     |
| Суровцово, присілок           | 4                      | 1                      |
| Терентьєвська, присілок       | 0                      | 0                      |
| Тризново, присілок            | 9                      | 3                      |
| Успеньє, село                 | 310                    | 219                    |
| Фатьянка, присілок            | 0                      | 0                      |
| Філіно, присілок              | 4                      | 0                      |
| Френіха, присілок             | 0                      | 0                      |
| Фролово, присілок             | 21                     | 12                     |
| Хреново, присілок             | 0                      | 0                      |
| Шульгино, присілок            | 2                      | 0                      |
| Юреніно, присілок             | 12                     | 12                     |